# Gleisbauschienenkran KRC 810
Der Gleisbauschienenkran KRC 810 T ist ein Schienendrehkran des Herstellers Kirow Ardelt (bis 2008 Kirow) in Leipzig. Das Schwere Nebenfahrzeug wird als Bahndienstfahrzeug mit der deutschen Baureihennummer 9419 geführt. Anders als die Notfallkrane (Baureihe 732) der DB Netz haben die Krane der DB Bahnbau Gruppe keine DB-Baureihenbezeichnung.
Der Typ 810 wurde für den Umbau von Weichen mit Betonschwellen entwickelt. Sie sind auch für den Einbau von mittelschweren Brückenelementen und als Unfallkrane für mittlere Lastfälle geeignet. Das maximale Lastmoment des Krans liegt zwischen 500 und 900 tm.
Die Krane werden auch als Eisenbahndrehkran bezeichnet und sind teilweise mit „EDK“ und einer dreistelligen Nummer beschriftet.

## Aufbau und technische Daten
Die maximale Tragfähigkeit des bis zu 135 Tonnen schweren Krans beträgt abgestützt bis zu 125 Tonnen und freistehend 90 Tonnen. Bei maximaler Ausladung kann der Kran noch 28,5 Tonnen heben. Die größte mögliche Hakenhöhe liegt bei 18 Metern und die maximale Ausladung vor Puffer bei 15 Metern.
Der Teleskoparm erlaubt Arbeiten im Radius zwischen 6,5 und 24,5 Metern. Im Gegensatz zu früheren Kranen ist auch ein Einsatz in der Nullposition ohne Abbau der Fahrleitung möglich. Die Gegenlast ist zum Ausgleich unterschiedlicher Lasten ausfahrbar. Zusätzlich verfügt der Kran über eine Abstützung.
Je nach Baujahr beträgt die Höchstgeschwindigkeit 20–30 km/h mit dem Eigenantrieb und 100–120 km/h im Zugverband. Neuere Fahrzeuge werden vom Hersteller auch als Multi Tasker bezeichnet. Zu den Kranen gehören jeweils ein Gegenlastwagen und ein Kranschutzwagen (Baureihen 9320). Die zulässige Anhängelast beträgt 80 t.

## Siehe auch

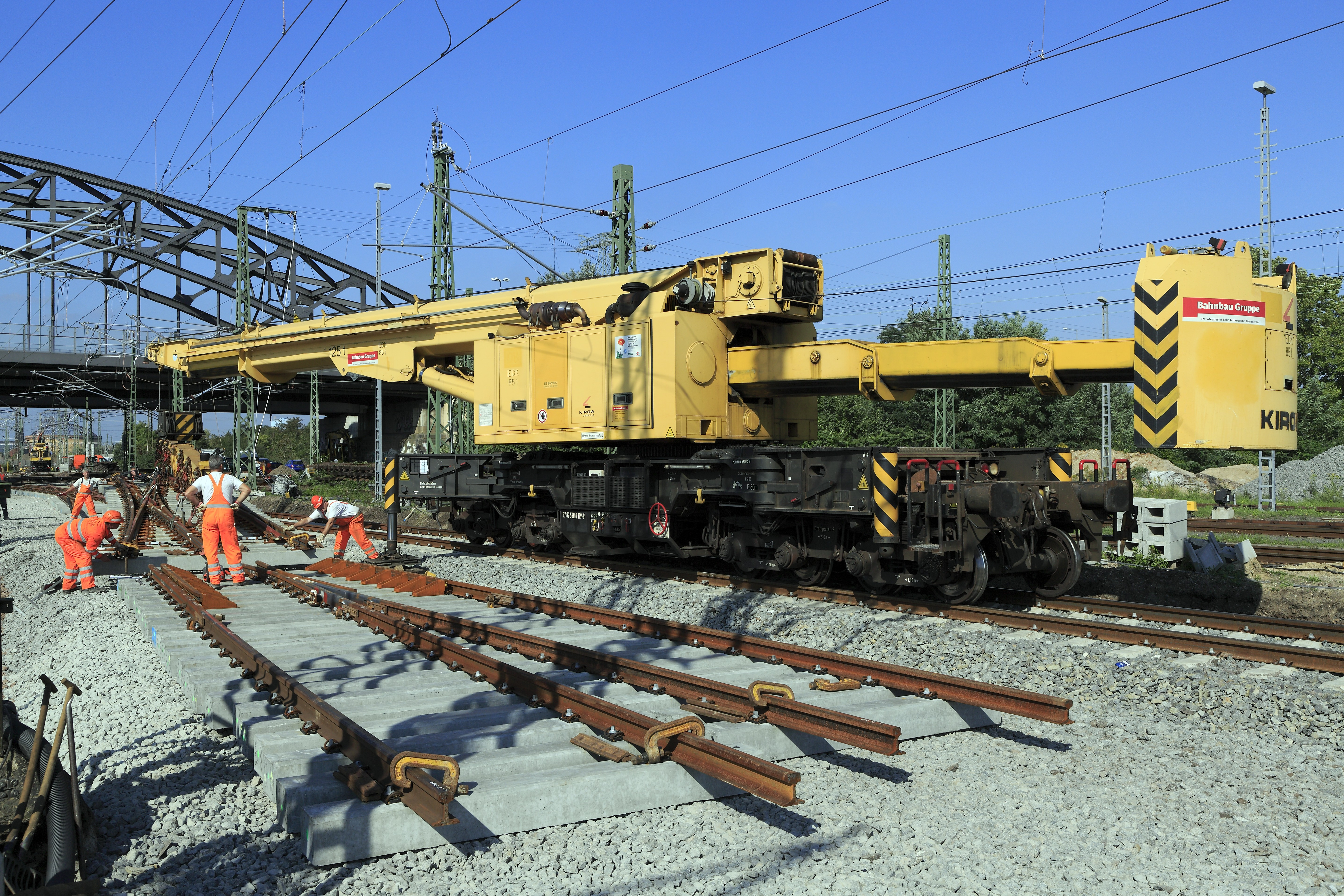
Kirow KRC 810 T „EDK 851“ beim Einbau einer Weiche, Gegenlast ausgefahren